# Hazlerigg
Hazlerigg – wieś i parafia cywilna w Anglii, w hrabstwie ceremonialnym Tyne and Wear, w dystrykcie metropolitalnym Newcastle upon Tyne. Leży 8 km na północ od centrum Newcastle i 405 km na północ od Londynu. W 2011 Hazlerigg liczył 980 mieszkańców.